# Gabriel de Pinedo

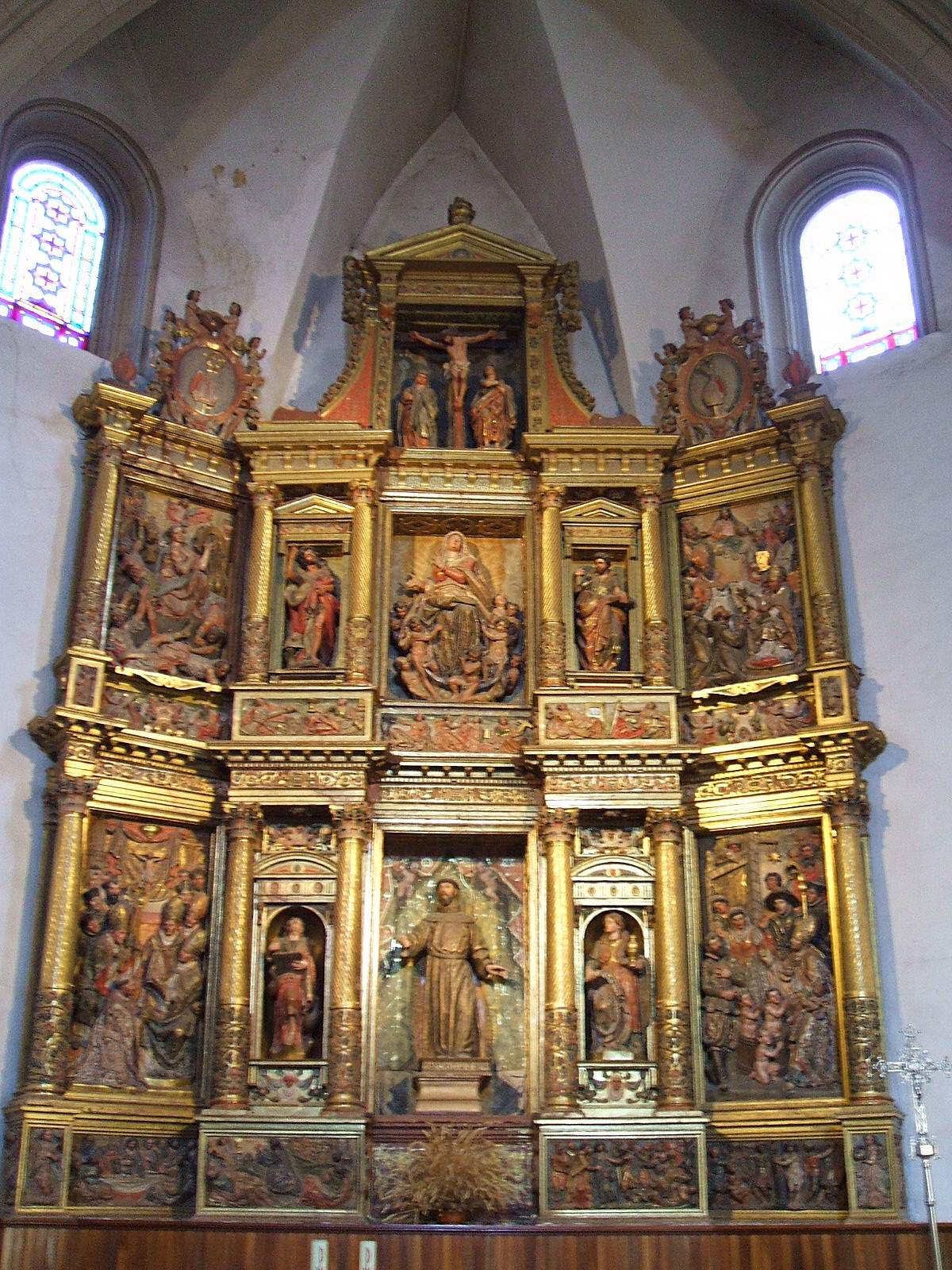
Retablo de San Nicolás en su ubicación actual en el altar mayor de la iglesia del Convento de San Francisco de Soria, obra de Gabriel de Pinedo.

Gabriel de Pinedo (Soria, 1560 – Soria, 15 de mayo de 1625) fue un escultor y tracista español que desarrolló su actividad a finales del siglo XVI y principios del siglo XVII.

## Biografía
Gabriel de Pinedo nació en Soria en 1560, hijo de Pedro de Pinedo, según el Marqués de Saltillo. Otros autores señalan que es natural del Valle de Liendo (Cantabria), de donde llegaron a Soria varias generaciones de canteros, escultores, imagineros y ensambladores de retablos, como es el caso de los Pinedo.
Está encuadrado dentro de la corriente conocida como romanista, que se propagó por el norte de España tras la llegada de Gaspar Becerra, después de una larga etapa vivida en Italia entre artistas romanos del círculo de Miguel Ángel. Así mismo, recibe fuertes influencias de Juan de Juni, López de Gámiz y Juan de Ancheta.
Pinedo es un escultor clave para la expansión del romanismo en Soria y, en opinión del Marqués de Saltillo, el más brillante artista soriano. Su actividad fue intensa llegando incluso a requerir su concurso desde otros lugares fuera de la provincia como Aranda de Duero, Santander o La Rioja. Destacan las esculturas orantes de los hermanos Acebedo de la capilla del Palacio de los Acebedo de Hoznayo, realizadas en mármol y que representan a Juan Bautista y Fernando de Acevedo. El tipo de composición de las esculturas deriva de los modelos que los Leoni impusieron en El Escorial y que tuvieron una amplia irradiación en la escultura española de la Edad Moderna.
Contrajo matrimonio en Soria con Ana Palacios y tuvo cuatro hijos: Gabriel, Juana y Pedro. Falleció el 15 de mayo de 1625 en Soria.

## Obras
En la Provincia de Soria:
- Retablo Mayor (1597) de la iglesia de San Nicolás, Soria.
- Retablo de las Reliquias (1600) de la Concatedral de San Pedro, Soria.
- Retablo Mayor (1600) de la iglesia de Nuestra Señora de la Muela, Monteagudo de las Vicarías.
- Retablo Mayor (1608) de la Iglesia de San Pedro, Matalebreras.
- Retablo Mayor de la iglesia de San Salvador, La Póveda de Soria.
- Retablo Mayor (1621) de la Iglesia de San Bernabé, Recuerda.
- Retablo de Nuestra Señora del Rosario de la iglesia de Nuestra Señora del Mercado, Serón de Nágima.
- Retablo de Nuestra Señora del Rosario (1604) de la iglesia de San Martín, Cubo de la Solana.
- Retablo Mayor de la iglesia de Nuestra Señora de la Asunción, Tajahuerce.
- Retablo Mayor (1610) de la ermita de la Virgen del Camino, Abejar. Desaparecido.
- Retablo Mayor (1613) de la iglesia de San Antón, La Muedra. Desaparecido.

En la Provincia de Burgos:
- Retablo Mayor (1609-1624) de la iglesia de Santa María, Aranda de Duero.

En La Rioja
- Retablo Mayor (1622) de la iglesia de San Miguel, Munilla.

En Cantabria:
- Esculturas orantes de los Acebedo (1613) del Palacio de los Acebedo de Hoznayo, Hoznayo (Entrambasaguas), actualmente trasladadas al Palacio de los Hornillos en Las Fraguas (Arenas de Iguña).

## Galería

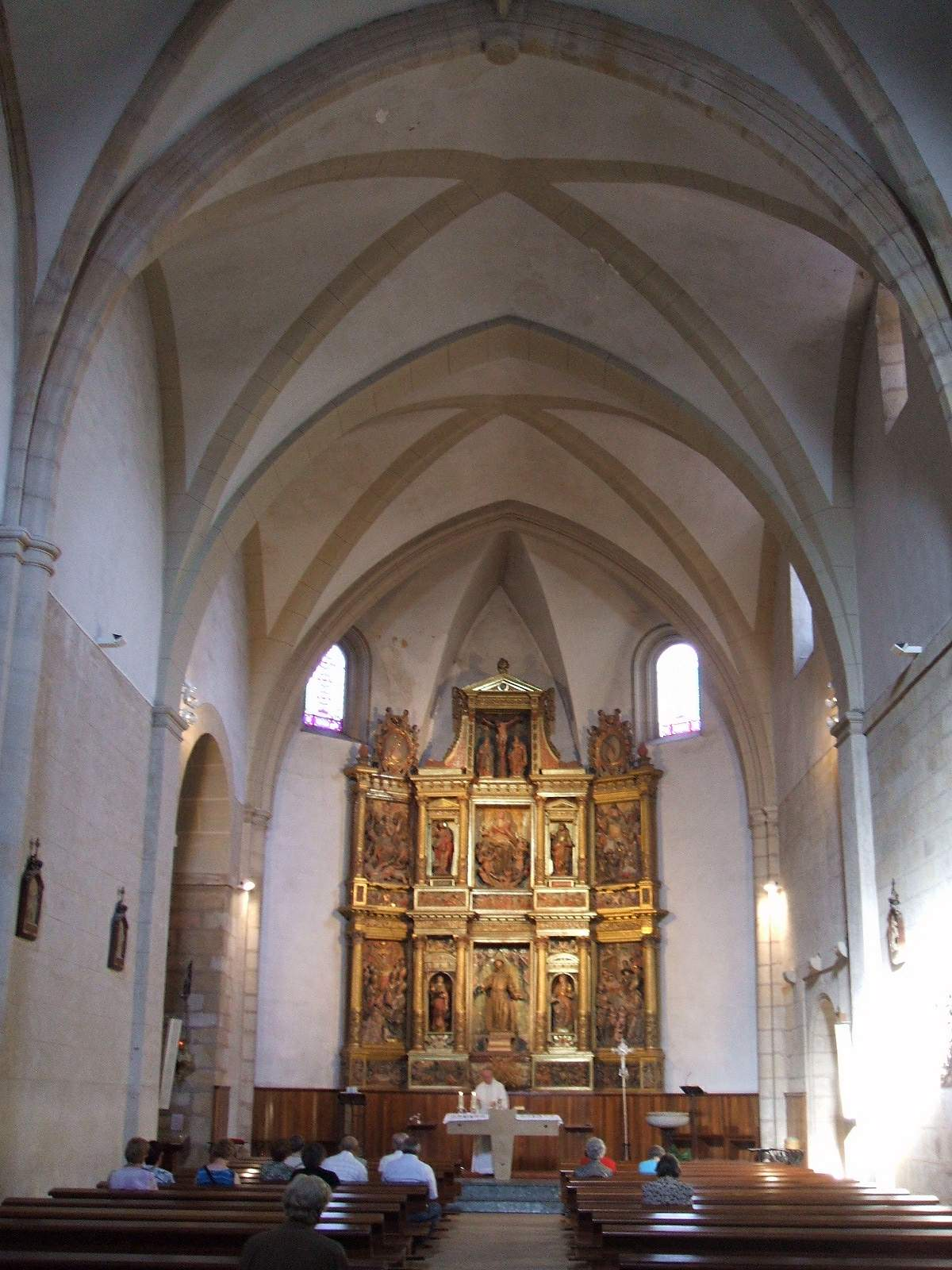
Retablo Mayor de San Nicolás en la iglesia de San Francisco de Soria.
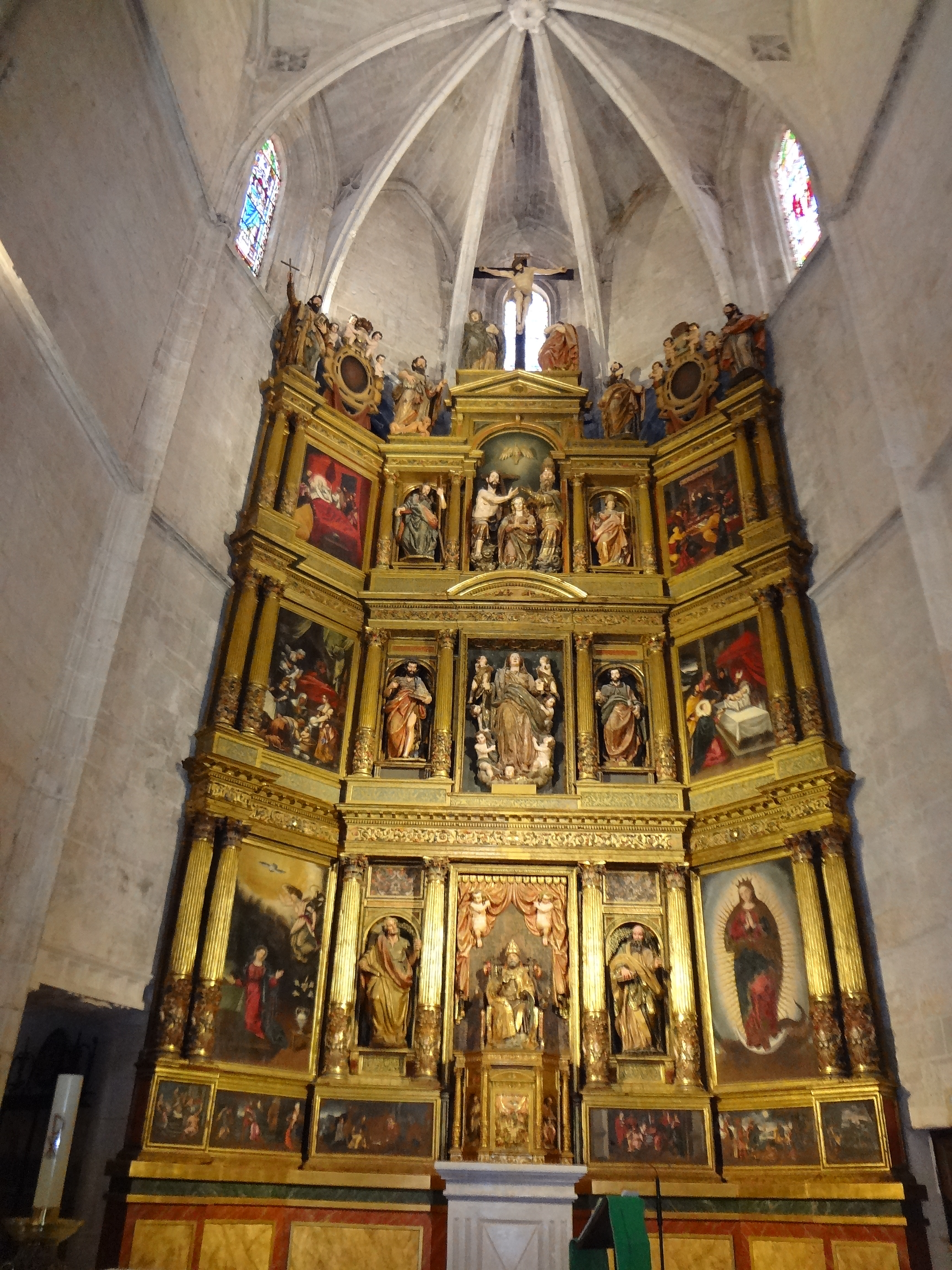
Retablo Mayor de la iglesia de Santa María la Real de Aranda de Duero.

- Datos: Q5873650